# Arthur Hubbard
Arthur Nicolas Hubbard, né le 20 juillet 1827 à Saint-Jean-de-Braye (Loiret) et mort le 16 aout 1882 à Paris 5e, est un avocat et homme politique français.

## Biographie
Arthur Hubbard est le fils de Nicolas Hubbard et de Marie Anne del Carmen Anaclète Baylen. Il est le frère de l’économiste Nicolas Gustave Hubbard, ancien rédacteur de La République française et secrétaire général de la questure de la Chambre des députés, ainsi que le cousin germain d'Edmond Scherer.
Après avoir fait son droit à Paris, Hubbard s’est fait inscrire au barreau de cette ville. Compromis, le 5 juillet 1853, dans l’affaire dite du complot de l’Opéra-Comique visant à assassiner Napoléon III, il s’est expatrié pour échapper à une condamnation certaine, et n’est rentré en France qu’à l’amnistie générale de 1859. Il a alors repris sa place au barreau et ses relations avec les principaux membres du parti démocratique le plus avancé.
Entré à la rédaction du Réveil, lors de la fondation de ce journal, en juillet 1868 par Charles Delescluze, il ne l’a quitté qu’à sa disparition, en mai 1871. Après la proclamation de la République française du 4 septembre 1870, il a été nommé membre de la Commission provisoire du Conseil d’État, fonctions qu’il a conservées jusqu’à l’élection du Conseil d’État définitif par l’Assemblée nationale, n’ayant pas été réélu, en juillet 1872, et ne figurant même sur aucune liste de candidats.
Il a repris, en conséquence, l’exercice de sa profession d’avocat, et s’est porté, sans succès, candidat au conseil municipal pour le quartier Saint-Lambert, en novembre 1874.

## Publications
- Discours prononcé au Conseil municipal de Paris, dans la séance du 1er juin 1880, au sujet du dégrèvement des taxes d’octroi sur les boissons, impr. de A. Lahure, 1864.
- Liberté, égalité, fraternité : essais de politique légale ; Lettres d’un inculpé, Paris, A. Le Chevalier, 1870, 192 p., in-18 (lire en ligne).
- Patrie, essai de politique légale, Manginot-Hellitasse, 1874.
- Les Principes sociaux : essai de philosophie municipale, Paris, chez tous les libraires, 1874, xvi-124, in-18 (lire en ligne).